# ザクセン信仰告白運動
ザクセン信仰告白運動（ザクセンしんこうこくはくうんどう、ドイツ語: Sächsische Bekenntnis-Initiative、略称SBI）は、ザクセン福音ルター派州教会に属している保守的、敬虔主義的信仰を保つ教会共同体、信徒グループ、個人による連合体である。この組織には、ザクセン州教会組織内430の地域支部、青年部（約2400人）、キリスト教青年会ザクセン州支部（約1400人）、106人の教会役員、約7900人の個人が属している（2014年現在）。

## 前史
1960年代以降のドイツ連邦共和国（西ドイツ）において、大学の福音主義神学部において支配的であった歴史的批判的神学研究への大規模な反対運動が起きた。1970年11月、東ドイツ・ザクセンのルター派内部において、「教会と信仰告白に関する活動共同体」が設立された。当時の東独政府から見るならば、教会組織の分裂は歓迎される事象であった。このような政治事情であったため、東独内の福音派勢力は教会を公然と攻撃することはしなかった。州教会側も保守派の信仰運動に対して控えめな対応をした。1971年1月9日、カール＝マルクス＝シュタット、現在のケムニッツのペトリ教会礼拝で保守的活動共同体が公然と姿を現した。この組織は教会と神学の危機的状況に立ち向かうことを誓った。ザクセン州教会内の敬虔主義者や保守的ルター派がこの運動を支えていた。東ドイツの他の州教会において、類似した保守派信仰運動や組織は見られなかった。なお、東ドイツ・ザクセンの保守派組織は西ドイツ側にあった全国的な保守派組織に加入する可能性は最初からなかった。それでも、ザクセン州教会内の教会共同体連合とルター派統一運動、ザクセン民衆宣教会が、1970/71年に設立された保守派の活動共同体を支えていた。その組織に属する者たちが中心になって、2012年にザクセン信仰告白運動 (SBI) が設立された。したがって、この組織は東ドイツ時代から続く歴史を有している。

## 設立

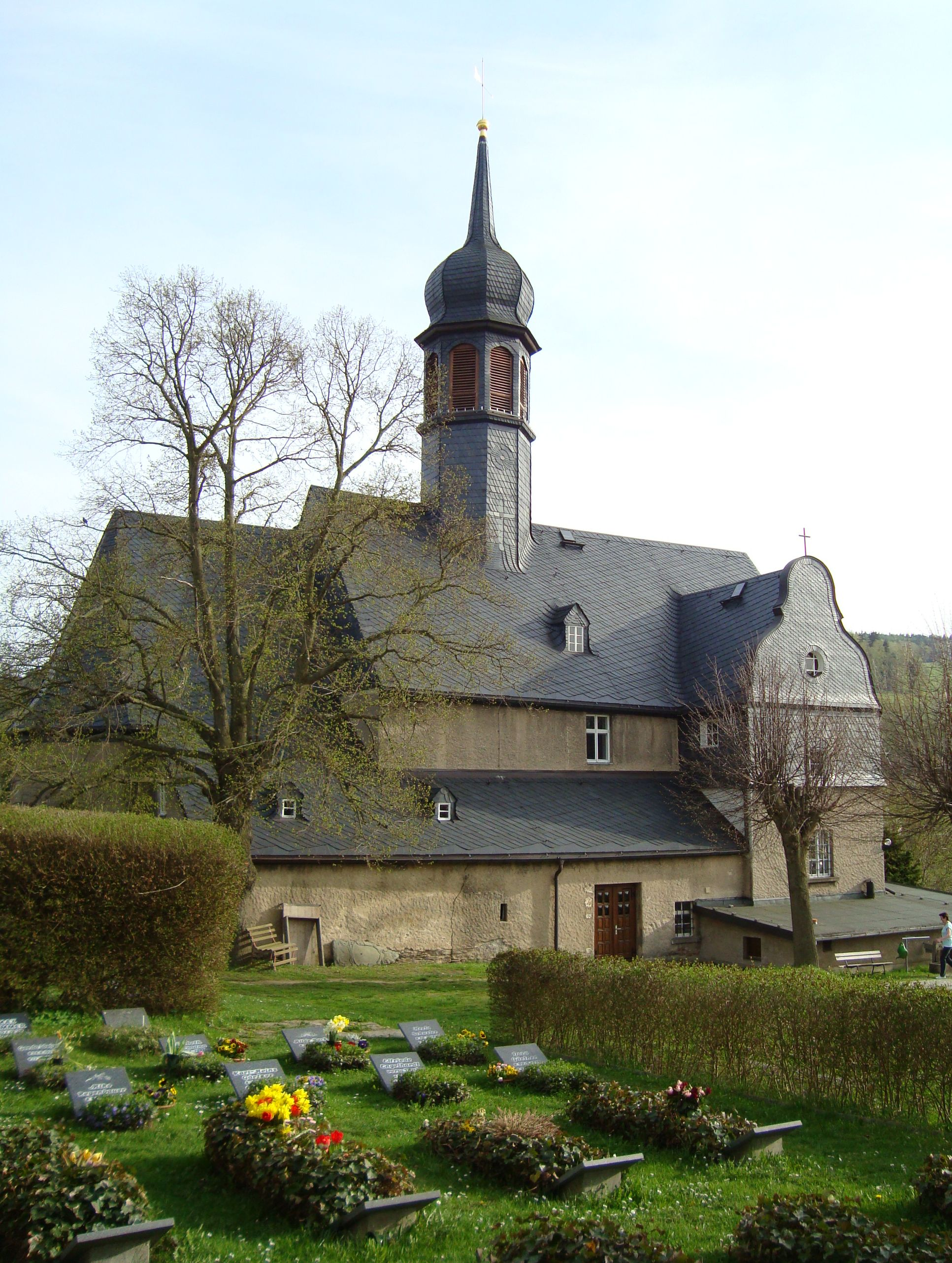
マルカースバッハ聖バルバラ
教会 (2010)

2012年1月30日、SBIはザクセン州エルツ山地地方のマルカースバッハで設立された。その背景にはザクセン州教会牧師職務規定に関する議論が存在していた。同性愛者牧師とその家族の牧師館入居を認める規定導入に反対するために結成された組織であった。この牧師職務規定改正に関して、当時の州教会指導部が賛成していたからである。この設立地において、マルカースバッハ宣言と呼ばれる以下の決議文が発表された。
州教会の一体性を守るために、新たな規定を制定しようとする州教会指導部の努力をわれわれは認める。しかしながら、聖書と信仰告白に照らして、その決定内容に反対を表明しなければならない。われわれは聖書と信仰告白に従った教会規則が州教会総会によって順守されることを望む。職務規定を守る場合においても、聖書と信仰告白からの逸脱を我々は拒絶しなければならない。
このマルカースバッハ宣言はザクセン州教会にある全教会共同体の約5分の1から賛成を得た。

## 州教会内における議論（2012 - 2015年）
2012年4月、州都ドレスデンにおいて州教会総会が開催された。そこにおいて、牧師職務規定改正が論議された。総会開催前の段階で、牧師職務規定改定に反対するために、信仰告白運動側は8千人の署名を集めた。その反対運動の急先鋒だったのが、後に州教会監督になるカルステン・レンツィングだった。マルカースバッハの教会牧師たちは模範的生活をすることで教会の教えを宣教すべきであるとした。男性同性愛という生活様式は神の意志に反していると見なしていた。カルステン・レンツィングはエルツ山地のザクセン信仰告白運動設立者の一員と見なす見解があったが、彼は個人として加入したに過ぎない。この時の州教会総会において、ドイツ福音主義教会 (EKD) 牧師職務規定第39条改正が提起された。しかしながら、州教会総会で家族像と聖書理解をめぐって対立が起き、可決できなかった。その結果、州教会総会は改正案に関する議論を3年間継続することを決めた。州教会事務局は評議会員ディートリヒ・バウアーの指導の下で作業部会を結成させた。州教会評議会にはペター・マイス、クラウス・シューリヒ、ヨハネス・ベルトルト教授、加えてカルステン・レンツィングも属していた。州教会公式ホームページには牧師職務規定改正のための特別ページが付け加えられた。そこには各地域の教会共同体で議論するためのたたき台として資料が掲載された。そこにあったペター・マイスとカルステン・レンツィングによる両極に位置する見解が、各種集会で盛んに引用された。SBIはレンツィングによる20か条の提題を自分たちの見解とした。2012年6月、SBI創設メンバーの加わった宣教組織が設立され、今の状況は信仰告白に関わる事態であるとした。州教会監督、州教会総会はもはや信頼に足る存在ではないとし、1934年にバルメン宣言を発表した告白教会のような組織が求められている非常事態であるとした 。東ドイツ時代、カール＝マルクス＝シュタット県で牧師をしていたテオ・レーマンと他の福音派牧師たちは告白教会の神学的宣言と言葉、活動様式が必要であると語った 。信仰告白が問われる事態に該当するのかという問いが、SBI内で論議された。テオ・レーマンは牧師職を定年まで勤め上げることを重視していたため、個人的に当時のヨッヘン・ボール州教会監督には忠誠を誓っていた。しかしながら、保守派宣教組織のリーダーであるルツ・ショイフラーは仲間と共に教会の職から去った。2015年春期州教会総会で牧師職務規定に関する論議は終わりを迎えた。そこでは、教会論に欠かせない聖書の正しい理解に関する議論がおこなわれた。倫理的問題を聖書に遡って方向性を見出そうとしたが、合意には至らなかった。SBIはこの結果を保守的キリスト者にとっての居場所を承認したものであると解釈した。

## レンツィング州教会監督時代（2015 - 2019年）

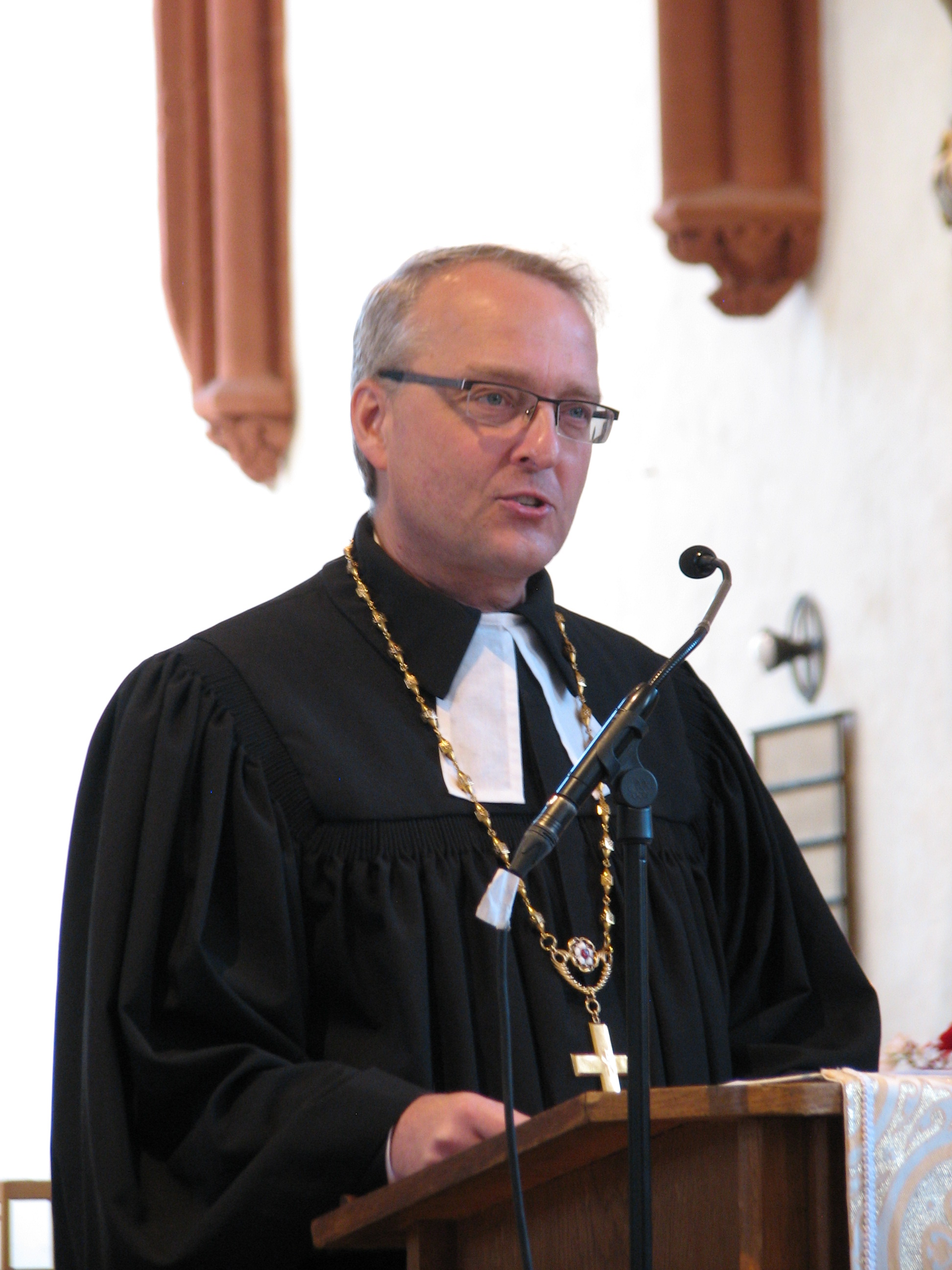
カルステン・レンツィング
州教会監督（2017年）

2015年5月21日、カルステン・レンツィングがザクセン福音ルター派州教会監督に僅差で選出された時、州教会内における左右分極化の克服という重い課題が横たわっていた。エルツ山地マルカースバッハのガストン・ノグラディ牧師はザクセン信仰告白運動に属する立場から、保守派をリスペクトするレンツィングこそ州教会監督にふさわしいと称賛した 。レンツィング監督は州教会において誰も排除しないと告知したが、同性愛者であることを明らかにして生活している者たちに、個人的には福音を語る気にはなれないと明らかにした。州教会監督就任の1年後、レンツィングはインタビューに応じて、自身の監督就任前まで同性愛者の牧師館入居が州教会によって認められ継続していたことを批判した。同性婚は認められないとしたが、同性愛者を祝福することは誰もが出来ると見なした。
2016年の聖霊降臨祭において、ザクセン州教会内の進歩的教会員たちは「共同連帯と神学のフォーラム」と呼ばれる組織を結成した。この組織は独自のウェブサイトを立ち上げ、討論をおこなう年次総会も開催した。この組織は自らをSBIの対抗組織であると理解していた。フォーラムの指導者であったクリストフ・マイアーは教会と信仰に関する理解において対極的立場を報道向け文書で明確に表明していた
2016年秋、教会において男性同性愛者カップルに祝福を与えるかどうかは、個々の事例を照らして牧師が判断するとの決定を州教会指導部は下した。その時の州教会トップのレンツィング監督は男性同性愛者カップルへの祝福を個人的には拒否すると語った。州教会総会内進歩派の「共同連帯と神学のフォーラム」は州教会指導部のこの決定を歓迎した。SBIは州教会のこの決定を霊的なものではなく、教会法的にも瑕疵があると断言した。さらに、州教会指導部に対して声明を発表した。 そこにおいて、男性同性愛者カップルへの祝福は聖書と信仰告白において相容れないものであると州教会指導部は明言すべきとした。

## ザクセン信仰告白運動の特徴
この信仰告白運動の中心概念は伝統的な家父長制下にあるキリスト者家族の擁護である。そのような家族こそが健全な社会の中心になると見なされている。多種多様な構成分子によって形成発展する社会は、家父長制キリスト者家族にとって脅威であると解釈されている。その考え方により、ジェンダー主流化、多文化主義、妊娠中絶、異性愛以外の性的志向の多様性等は拒絶されている。
ジャーナリストのジェニファー・シュタンゲはハインリヒ・ベル財団の委託で、ザクセン州における福音派信徒とその組織に関する調査をおこなった。彼女はザクセン・バイブルベルトという概念を創り出し、各種メディアにおいて報道された。加えて、この語は様々な学術書においても引用された。SBIが深く支持されているザクセン州南部、フォークトラントからエルツ山地一帯は保守的信仰に生きる地として知られている。加えて、ザクセン州南部は保守系活動団体「世界観に関する活動共同体と福音伝道集団」においても原理主義的前衛部隊の役割を担っているとシュタンゲは見なしている。この団体もザクセン州バイブルベルトにおいて活発である 。
この書において、シュタンゲはザクセン州教会の保守派懐柔策を批判的に見ている。SBIの成員は宣教活動を極めて重視しているため、州教会の福音宣教担当者に選出され易い。そのため、多くの保守派メンバーが州教会組織内に組み込まれ、一体化することで、外部からの批判から守られていた。彼らの宣教活動は各地域教会共同体に属するキリスト者家庭と聖書読書会グループと連携することで、新たな回心者を加えていくことになる。その結果、SBIの成員が活発な教会共同体において、外部とは隔絶した閉鎖集団が生成され、その共同体は強固な保守的信仰に生きることになる。交通インフラの面で不便な山間へき地という地域事情が、SBIの発展に有利に働いた。その結果、ザクセン州南部山間地帯の日常生活にまで影響力を持つに至ったと考えられる。ミヒャエル・ルーマン (ゲッティンゲン大学付属民主主義研究所）によると、SBIの背後には超保守的信仰、福音派信仰、右翼ネットワークが存在していると見なしている。ミヒャエル・ルーマンはSBIを教会共同体に奉仕する兄弟団、共同体ネットワークと名付けた上で、政治的には極右ポピュリスト政党・ドイツのための選択肢に近い集団であると見ている。SBIの活動が活発な地域はドイツのための選択肢 (AfD) への支持がドイツで最も高い地域でもある。

## 外部(公式)サイト
- / ザクセン信仰告白運動 (ドイツ語)